# Пратап Сингх
Пратап Сингх (хинди महाराज प्रताप सिंह, англ. Pratap Singh of Jammu and Kashmir; 18 июля 1848 — 23 сентября 1925) — 3-й махараджа княжества Джамму и Кашмир в 1885—1925 годах.

## Биография
Происходил из династии Джамвал (Догра). Старший сын Ранбира Сингха (1830—1885), 2-го махараджи княжества Джамму и Кашмир (1857—1885), и Субх Дэви Сахиби, рани из княжества Сиба в Нижних Гималаях. Родился в 1848 году в городе Джамму. Получил классическое образование, которую организовал отец.
Ранбир Сингх планировал передать трон другому сыну Амар Сингху. Впрочем, после смерти в 1885 году Ранбира Сингха вице-король Индии Фредерик Гамильтон-Темпель-Блэквуд, ссылаясь на старшинство Пратапа Сингха, от имени Великобритании признал его новым махараджей княжества Джамму и Кашмира. Зато Пратап позволил разместиться в Джамму британскому резиденту, чего давно и безуспешно добивались индийские вице-короли.

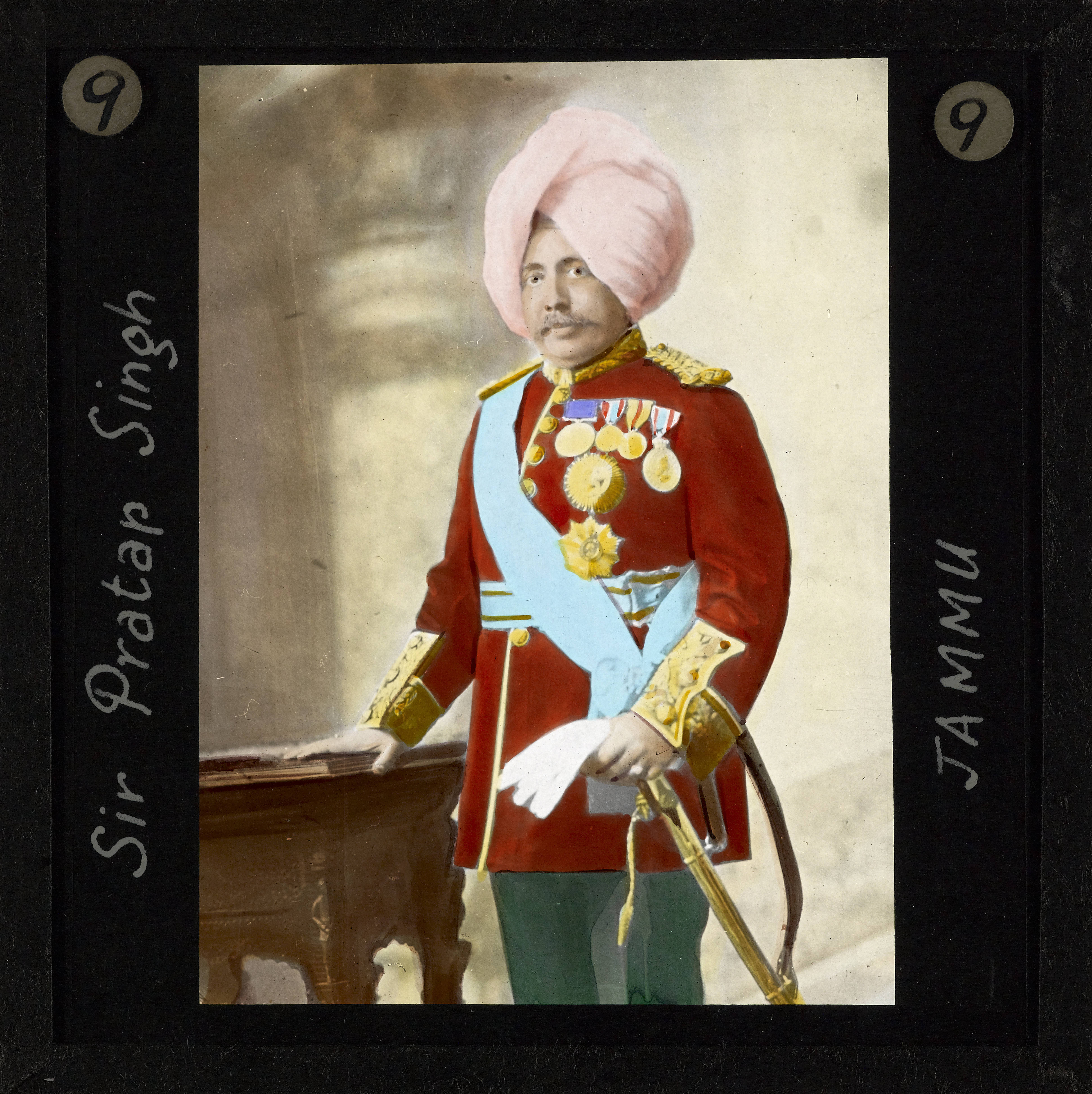
Сэр Пратап Сингх (1848—1925), Джамму,
Индия, около 1890 года

Вскоре вице-король Индии совместно с британскими чиновниками стали давить на махараджу с целью проведения налоговой и земельной реформ, поскольку сложное положение сельского населения создавало почву для социальных выступлений. В 1887 году чиновник Эндрю Уингейт предложил шаги по улучшению системы землевладения и землепользования, прежде всего, закрепление наследственного права крестьян на землю, право на продажу и закладывание. Впрочем при поддержке местной знати махараджа сумел дискредитировать этот план, который не был принят.
В 1889 году Пратап Сингх был отстранен от фактической власти, которую приняла государственная совет в составе братьев махараджи (Амар Сингх и Рам Сингх), 2 чиновников-пандитов и британского резидента. Это позволило утвердить новый план земельной реформы, который предложил Уолтер Лоуренс. В результате крестьянам было предоставлено наследственное право владения землей, но они не имели права продавать землю. Вскоре был отменен ряд налогов и сборов, которые взимались с крестьян, а также откупную систему, начался постепенный процесс отмены бегара (трудовых повинностей).
Одновременно начинается развитие военных и гражданских путей. В 1889 году была завершена тележная дорога долины Джелум, «самая замечательная горная дорога в мире», ведущая из Кохалы в Барамулу. В 1890 году проведена канатная дорога между Джамму и поселением Дору, а потом с Сиалкотом в Пенджабе. В 1891 году создан лесной департамент, который стал заниматься рациональным использованием лесов, вследствие чего доход государства возрос на 250 тысяч рупий. В 1897 году тележную дорогу продлили до Сринагара. Одновременно была построена военная дорога к Гилгите. В 1898 году был возведен музей в Сринагаре, который получил имя махараджи.
В 1900 году был окончательно отменен бегар. Проведена муниципальная реформа, в результате чего развилось местное самоуправление в городах Джамму, Сринагар, Сопор и Барамула. Только после этого Пратап Сингх стал возвращаться к реальной власти.
Активное сотрудничество с британскими чиновниками и специалистами способствовала развитию сельского хозяйства княжества, внедрению новых технологий, улучшению демографии, поощрения получили виноградарство и садоводство. В результате доход махараджи от земледелия до 1912 года вырос на 100 %. Увеличила объемы производства шелковая фабрика, которую основал предшественник махараджи. Одновременно была отменена государственная монополия на изготовление шалей.
Также в Сринагаре и Джамму были открыты современные больницы. В других городах и крупных селах построены медицинские диспансеры. В 1894 году состоялась вакцинация от оспы. Для улучшения качества воды возведены современные водопроводы в Сринагаре и Джамму, что также хорошо повлияло на состояние здоровья населения.
В 1904 году был построен большой разливочный канал для поворота пойменных вод реки Джелум. За ним произошло строительство меньших каналов и нескольких ирригационных каналов, крупнейшим из которых стал канал Ранбира (завершен в 1911 году). На нем в 1907 году построена первая гидроэлектростанция.
В 1905 году в Сринагаре был основан Колледж Шри Пратапа, а в 1907 году в Джамму — колледж Принца Уэльского. В 1914 году открыт Технический институт Амара Сингха.
Во время Первой мировой войны махараджа Пратап Сингх оказал существенную помощь британцами как продовольствием, войсками, так и различным военным утварью, одеждой. За это в 1918 году стал рыцарем Большого Креста ордена Британской империи.
С 1916 года начались реформы, направленные на увеличение школ, улучшение начального образования, которое стало бесплатной. Открыты школы для девушек. Приняты ряд мер по образования мусульман. Было начато стипендии для обучения в Тренинг-колледже в Лахоре. В 1919 года отменен налог на мусульман.
В 1922 году была открыта Банихальская дорога, соединявшая Сринагар (летнюю столицу), с Джамму (зимней столицей). В то же время доходы от использования лесов выросли до 2 млн рупий. Был введен департамент сельского хозяйства, начато кооперативное движение в княжестве. В 1924 году открыт техникум Шри Пратапа. В 1925 году количество сельских кооперативов выросло до 1100 единиц.
23 сентября 1925 года 77-й летний Пратап Сингх скончался в Мирпуре. Поскольку его единственный сын умер до того, трон унаследовал племянник Пратап Сингха — Хари Сингх (1895—1961), сын Раджи Амара Сингха (1864—1909).

## Награды
- Золотая медаль принца Уэльского, 1876 год
- Золотая медаль императрицы Индии, 1877 год
- Рыцарь-Великий Командор Ордена Звезды Индии (GCSI), 1892 год
- Золотая Медаль Дели Дурбар, 1903 год
- Золотая Медаль Дели Дурбар, 1911 год
- Рыцарь-Великий Командор ордена Индийской империи (GCIE), 1911 год
- Бейлиф Большого креста ордена Святого Иоанна (GCStJ), 1916 год
- Магистр права (Пенджабский университет), 1917 год
- Рыцарь Большого креста Ордена Британской империи (GBE), 1918 год.